# Witold Żurek
Witold Żurek (ur. 18 lutego 1918 w Pojałowicach, zm. 15 lipca 2011) – polski inżynier, włókiennik.

## Życiorys
Witold Żurek urodził się w 1919 w Pojałowicach. W 1925 z rodzicami przeniósł się do Warszawy, w której mieszkał do końca II wojny światowej. W latach 1936–1939 studiował na Wydziale Mechanicznym Politechniki Warszawskiej, a następnie w 1939 został zastępcą asystenta w Katedrze Włókiennictwa. Później w latach 1943–1944 był nauczycielem w X Obowiązującej Szkole Zawodowej. Podczas wojny był więziony na Pawiaku.
W 1945 przeniósł się do Łodzi, gdzie kontynuował przerwane studia na Wydziale Mechanicznym Politechniki Łódzkiej. W 1948 uzyskał dyplom magistra inżyniera mechanika i podjął pracę na nowo utworzonym Wydziale Włókienniczym, gdzie organizował Laboratorium Metrologii Włókienniczej w Katedrze Surowców Włókienniczych. Następnie w 1956 uzyskał stopień doktora za pracę „Zmiana wydłużenia jedwabiu wiskozowego w funkcji długości rozrywanych odcinków”, pod opieką naukową prof. Tadeusza Żylińskiego będąc pierwszym doktorem włókiennictwa, który obronił pracę na Wydziale Włókienniczym Politechniki Łódzkiej. W 1964 nadano mu tytuł profesora nadzwyczajnego, a następnie w 1975 profesora zwyczajnego. W latach 1960–1960 prowadził Zakład Włóknoznawstwa w Katedrze Surowców Włókienniczych i Metrologii. Ponadto pracował Instytucie Włókiennictwa w latach 1946–1951 i 1970-1973. Na emeryturę przeszedł w 1988 pracując dodatkowo na Politechnice Łódzkiej do 2003.
Został pochowany w grobie rodzinnym 22 lipca 2011 na cmentarzu parafialnym w Nasiechowicach koło Pojałowic.

## Działalność naukowa
Do naukowych zainteresowań Żurka należały struktury liniowe i płaskie wyrobów włókienniczych, metrologii włókienniczej i towaroznawstwa tekstyliów, a także matematyczne modelowania obiektów włókienniczych poddanych zróżnicowanemu stanowi obciążeń. Tworzył liczne metody pomiarowe w dziedzinie metrologii włókienniczej.
Był autorem bądź współautorem ponad 400 prac naukowych, w wyniku których powstało około 14 patentów dotyczących metod badań.
W 1964 został członkiem Łódzkiego Towarzystwa Naukowego. Był od 1990 członkiem korespondentem Królewskiej Akademii Nauk i Sztuk w Barcelonie. Należał do Polskiego Towarzystwa Mechaniki Teoretycznej i Stosowanej. W 1995 otrzymał tytuł doktora honoris causa Politechniki Łódzkiej. Był członkiem honorowym Stowarzyszenia Włókienników Polskich (od 1986), Izby Wełny (od 1987) i Izby Bawełny (od 1988).

## Odznaczenia
- Złoty Krzyż Zasługi (1961),
- Honorowa Odznaka Miasta Łodzi (1969),
- Krzyż Kawalerski Orderu Odrodzenia Polski (1975),
- Krzyż Oficerski Orderu Odrodzenia Polski (1984),
- medal 65-lecia Inżynierii Materiałowej na Śląsku im. Profesora Jana Adamczyka (2010)[2].